# Wahlenbergia lycopodioides
Wahlenbergia lycopodioides är en klockväxtart som beskrevs av Rudolf Schlechter och Wilhelm Georg Baptist Alexander von Brehmer. Wahlenbergia lycopodioides ingår i släktet Wahlenbergia och familjen klockväxter. Inga underarter finns listade i Catalogue of Life.